# Калініно (Краснодарський край)
Калі́ніно — мікрорайон (до 2004 року селище міського типу) у складі Прикубанського округу Краснодара, розташований у північній частині міста. Утворює Калінінський сільський округ в який входить 8 сільських населених пункти.

## Відомі особистості
В поселенні народився:
- Дума Василь Михайлович (* 1954) — російський політичний та громадський діяч.